# Liste de musées et mémoriaux de la guerre

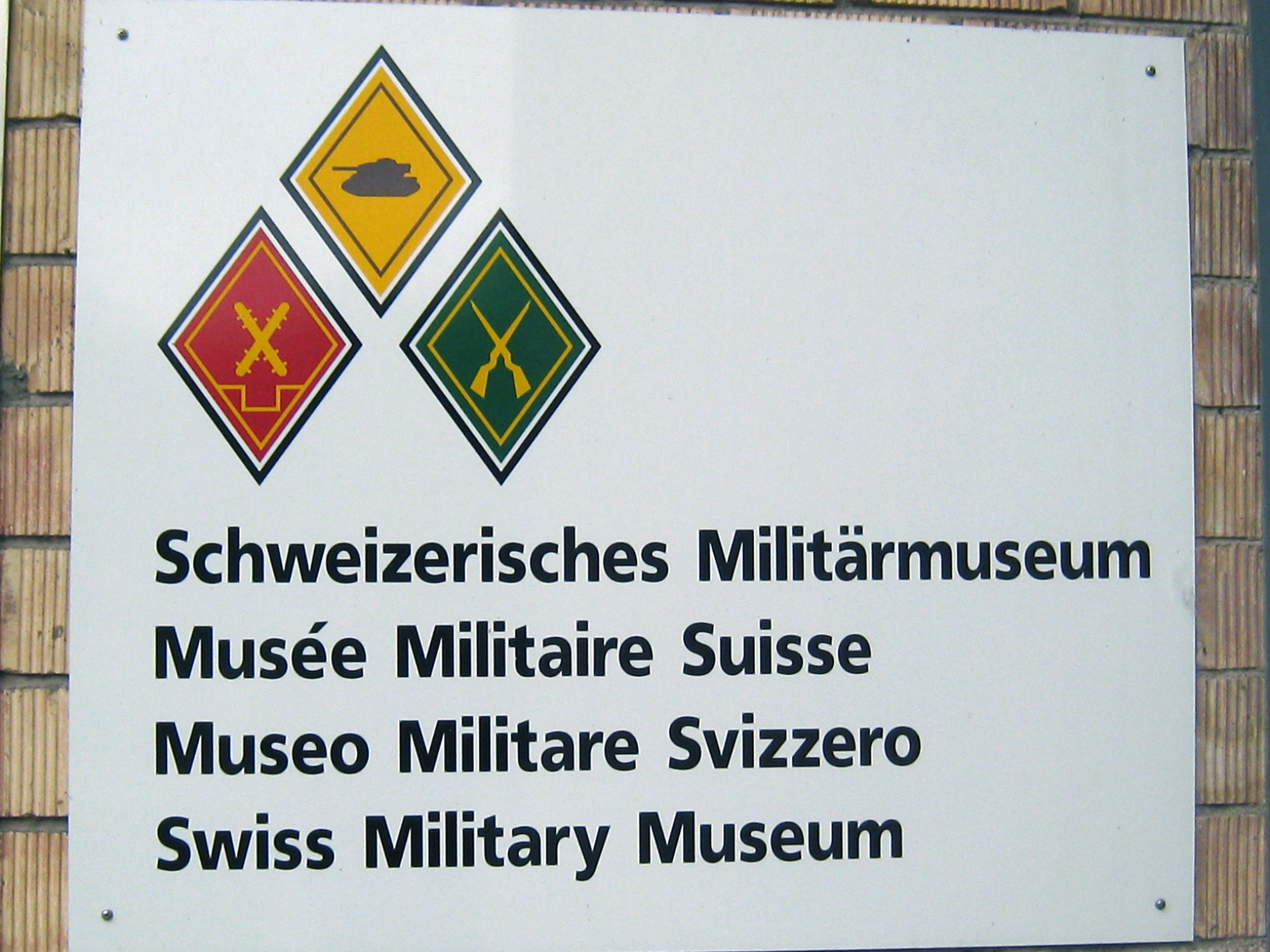
Musée Militaire de Full en Suisse

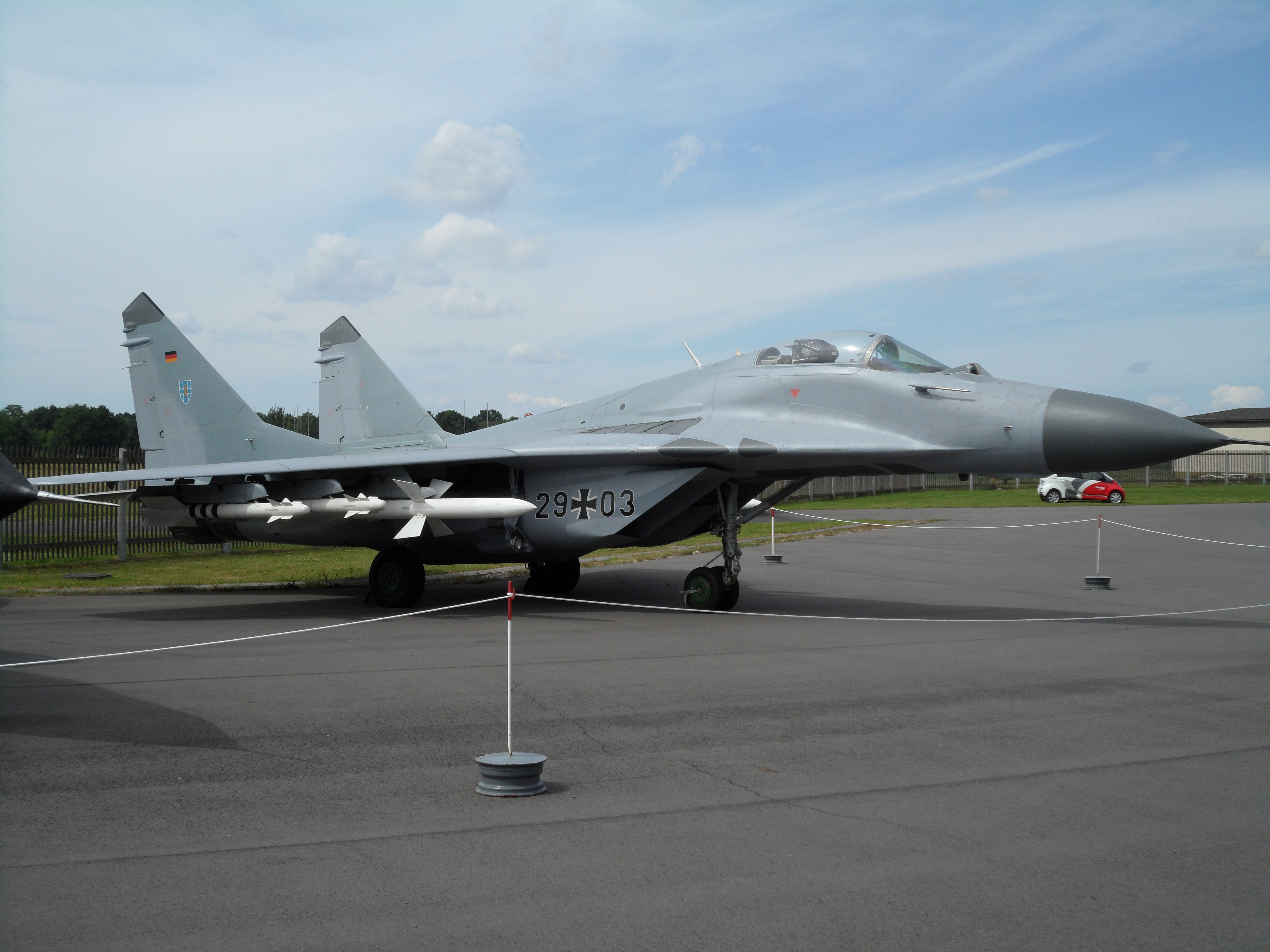
MiG-29 au Musée de l'armée de l'air allemande à l'aéroport de Gatow à Berlin

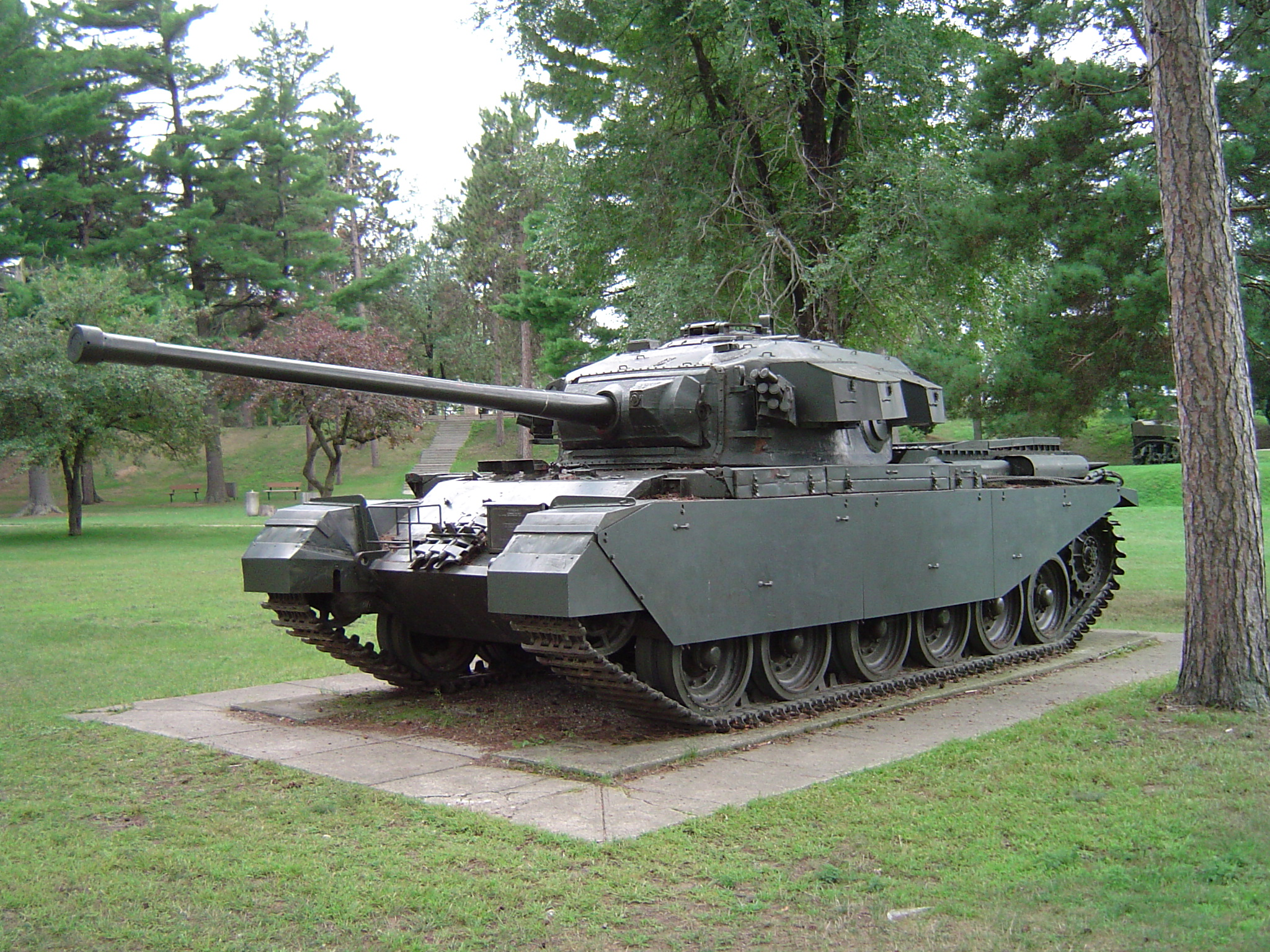
Chars Centurion au Canada

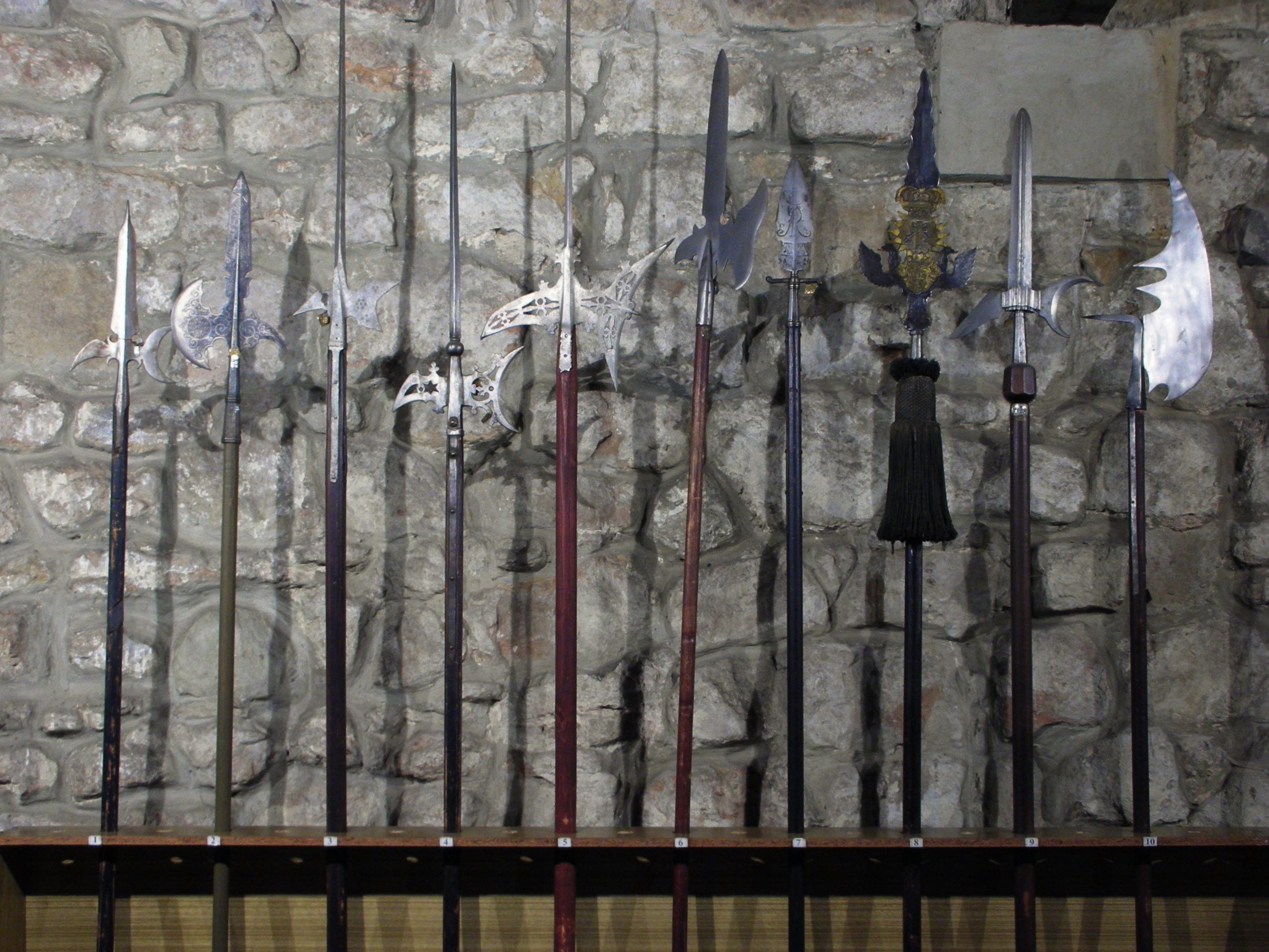
Exposition Hallebardes à Lviv

Un musée de la Guerre traite de l'histoire de la guerre en général ou de certaines guerres ou combats particuliers. Il se consacre aussi aux techniques militaires ou à certaines armes.

## Liste de musées et mémoriaux de la guerre (sélection)
| Nom                                                      | Lieu                                                   | Pays                          | Exploitant                                           |
| -------------------------------------------------------- | ------------------------------------------------------ | ----------------------------- | ---------------------------------------------------- |
| Musée de la Grande Guerre du pays de Meaux               | Meaux                                                  | France                        | Communauté d'agglomération Pays de Meaux             |
| Fort de la Pompelle                                      | Reims                                                  | France                        | Reims                                                |
| Musée de la Reddition                                    | Reims                                                  | France                        | Reims                                                |
| Musée bavarois de l'Armée ((de) Bayerisches Armeemuseum) | Ingolstadt                                             | Allemagne                     | Bavière                                              |
| Musée allemand des blindés                               | Munster                                                | Allemagne                     | Bundeswehr                                           |
| Forsvarsmuseet                                           | Oslo                                                   | Norvège                       | Norvège                                              |
| Musée d'histoire militaire                               | Vienne                                                 | Autriche                      | Autriche (Ministère fédéral de la Défense nationale) |
| Historial de la Grande Guerre                            | Péronne                                                | France                        | Association de droit privé                           |
| Imperial War Museum                                      | Londres                                                | Royaume-Uni                   | Association de droit privé soutenue par l'État       |
| In Flanders Fields Museum                                | Ypres                                                  | Belgique                      | Villes d'Ypres                                       |
| Musée de la Guerre                                       | Athènes                                                | Grèce                         | Grèce                                                |
| Musée de la guerre                                       | Helsinki                                               | Finlande                      | Forces armées finlandaises                           |
| Musée de l’Armée dans l'Hôtel des Invalides              | Paris                                                  | France                        | France                                               |
| Musée d'Histoire militaire                               | Budapest                                               | Hongrie                       | Hongrie                                              |
| Musée du débarquement Utah Beach                         | Sainte-Marie-du-Mont                                   | France                        | Mairie de Sainte-Marie-du-Mont                       |
| Musée militaire de Lisbonne                              | Lisbonne                                               | Portugal                      | Forces armées portugaises                            |
| Musée national d'histoire militaire                      | Diekirch                                               | Luxembourg                    | Association de droit privé                           |
| National World War II Museum                             | La Nouvelle-Orléans, Louisiane                         | États-Unis d'Amérique         | États-Unis d'Amérique                                |
| National Museum of the United States Air Force           | Dayton                                                 | États-Unis d'Amérique         | Air Force Materiel Command                           |
| Canadian War Museum                                      | Ottawa                                                 | Canada                        | États-Unis d'Amérique                                |
| Musée d'Histoire militaire de l'armée allemande          | Dresde                                                 | Allemagne                     | Bundeswehr                                           |
| Musée de l'armée de l'air                                | Gatow, Berlin                                          | Allemagne                     | Bundeswehr                                           |
| Wehrtechnische Studiensammlung Koblenz (WTS)             | Coblence                                               | Allemagne                     | Bundeswehr                                           |
| Militärgeschichtliche Sammlung Standort Stetten a.k.M.,  | Stetten am kalten Markt, Arrondissement de Sigmaringen | Allemagne                     | Association de droit privé                           |
| Musée militaire                                          | Beijing                                                | République populaire de Chine | République populaire de Chine                        |
| Imperial War Museum Duxford                              | Duxford, Londres                                       | Royaume-Uni                   | Imperial War Museum                                  |
| Musée militaire suisse                                   | Full-Reuenthal                                         | Suisse                        | Association de droit privé                           |
| Imperial War Museum North                                | Trafford, Greater Manchester                           | Royaume-Uni                   | Imperial War Museum                                  |
| Mémorial du Souvenir                                     | Dunkerque                                              | France                        | Ville de Dunkerque                                   |
| Auckland War Memorial Museum                             | Auckland                                               | Nouvelle-Zélande              | Association de droit privé                           |
| Musée des chars                                          | Koubinka                                               | Russie                        | Ministère de la défense de la fédération de Russie   |
| Musée central des forces russes                          | Moscou                                                 | Russie                        | Ministère de la défense de la fédération de Russie   |
| Pritzker Military Museum & Library                       | Chicago                                                | États-Unis d'Amérique         | Association                                          |
| Musée de l'Armée                                         | Stockholm                                              | Suède                         | Armée suédoise                                       |
| Musée royal de l'armée et de l'histoire militaire        | Bruxelles                                              | Belgique                      | Belgique                                             |
| Musée de l'Armée polonaise                               | Varsovie                                               | Pologne                       | Armée polonaise                                      |
| Musée de la Défense                                      | Aalborg                                                | Danemark                      | Association de droit privé                           |
| Musée de l'armée                                         | Bucarest                                               | Roumanie                      |                                                      |